# Поной (село)
Поно́й — упразднённое село в Ловозерского района Мурманской области России.  Древнее поселение терской лопи (Терского берега). В 1861—1927 годах Поной был центром Понойской волости, а в 1927—1936 — центром Понойского района. Ныне урочище Поной на территории сельского поселения Ловозеро Ловозерского района Мурманской области. 
Не имеет постоянного населения, но сезонно посещается. 

## География
Находится на правом берегу одноимённой реки рядом с местом впадения её в Белое море.

## История
Известно с 1570 года, когда в местах проживания лопарей поселился соловецкий монах Феогност. Он убедил жителей принять православие. По «по челобитию Терских лопарей для их крещения и веры» (разрешение на его сооружение дал Иоанн Грозный) близ устья Поноя присланные царём плотники поставили православный храм во имя апостолов Петра и Павла. Всё необходимое для богослужения — книги, иконы, церковную утварь, священнические облачения и прочее — прислал в дар лопарям Иоанн Грозный.
При храме возникло небольшое поселение (погост), позже мужской монастырь (с 1575 года).
В 1969 году село ликвидировано как «неперспективное». Исключено из учётных данных 9 февраля 1977 года.

## Население
По описи 1608 года в погосте 30 веж. Русские первопереселенцы — семья Губиных.

## Известные уроженцы, жители
Поной — родина педагогов К. Н. Петрова и литератора В. Е. Кузнецовой.

## Транспорт
В советское время в селе находились пристань и аэропорт.  